# 二氟化氪
二氟化氪（化学式：KrF2）是最早制得的稀有气体氪的化合物。它是具挥发性的无色固体。KrF2分子呈线形，Kr−F键长188.9 pm。它和强路易斯酸反应，生成含KrF+和Kr
2F+
3阳离子的盐。

## 制取
对氪化合物制取的研究主要是在巴特列特1962年成功合成第一个稀有气体化合物——六氟合铂酸氙后进行的。化学家尝试模仿氙化合物的合成方法来制取氪的化合物，例如用加热法和紫外光照射法从单质合成氟化氪，巴特列特本人也试着用六氟化铂或六氟化铑蒸气来氧化氪的方法制取类似的化合物，但这些实验都没有成功。后来采用适合于制取对热不稳定化合物的放电法，才首次制得了二氟化氪。具体方法是将反应器放在温度为84～86K的冷冻槽中，通入体积比为1:2的氪和氟的混合物，压力为7～12torr，在电压为700～2200V和电流为24～37mA的条件下放电4小时，得到1.15g的固体物质。根据产物所消耗的氪和氟的量，以及对产物的热分析，确定了它是氟化氪。关于它的组成，一开始曾误以为是四氟化氪，后来经重复实验和鉴定，以及核磁共振谱和电子衍射实验测定，才证实产物是二氟化氪。
{\displaystyle {\rm {\ Kr+F_{2}\rightarrow KrF_{2}}}}
制取二氟化氪的方法有：
1、放电合成法：在40～60torr的压力下，对1:1或2:1比例的氟和氪混合物放电，可得到二氟化氪。 由于单质氟有剧毒，因而改用含氟化合物如二氟二氯甲烷，在高频放电下同氪反应，也可制得二氟化氪。如果反应过程采用循环法，产率可显著提高。
2、高能辐射法：用能量为10MeV的质子流，在133K的温度下辐照氪和氟的混合物，可得到二氟化氪。
3、光化学合成法：在一定温度下，用适宜波长的紫外光照射氪和氟的混合物，亦可以合成二氟化氪。最佳的反应温度是−196℃（77K），此时氪为固态，氟为液态。 光源的波长对反应的量子产额有很大的影响，最适宜的波长则为303～313nm。 若使用更高的波长，会造成产率降低。
光化学合成二氟化氪的机理，首先是分子氟受激发分解为原子氟，原子氟再同氪结合为 {\displaystyle {\rm {\ KrF}}} 自由基，然后 {\displaystyle {\rm {\ KrF}}} 同 {\displaystyle {\rm {\ KrF}}} 或氟原子碰撞生成 {\displaystyle {\rm {\ KrF_{2}}}}。
4、底质析离法：以氩为底质，将反应物氪和氟同它混合，比例 {\displaystyle {\rm {\ F_{2}:Kr:Ar=1:70:200}}}，在20K时用聚焦的中压汞灯辐照3小时，立即测定红外光谱，确证生成了二氟化氪。

## 性质
无色固体，具有挥发性。线状分子，具有{\displaystyle \ D_{\infty h}}的二面體群对称性。{\displaystyle {\rm {\ Kr\!-\!F}}} 键长 1.889±0.01Å。有两种晶形：{\displaystyle {\rm {\ \alpha }}}-型（低温型）和{\displaystyle {\rm {\ \beta }}}-型（高温型）。{\displaystyle {\rm {\ \alpha }}}-型在低温下稳定，为体心四方晶系；{\displaystyle {\rm {\ \beta }}}-型在−80℃以上稳定。
二氟化氪在室温下可自发分解为氪和氟。它只有在零下30度时才是稳定的，在干冰温度（−78℃）下可以长期存放。
遇水立即水解，产物是氪和氟。它不论在酸性还是碱性溶液中都会迅速水解，不留下任何氪化合物，这一点与二氟化氙不同。
能溶于无水氟化氢。1000g的无水氟化氢，约溶解16mol的二氟化氪（20℃）。0℃时测得该溶液的核磁共振谱，表明二氟化氪的两个氟原子是等同的，而且不会与溶剂中的氟发生交换。
二氟化氪可以生成多种加合物，但加合配体基本上都是有路易斯酸性的氟化物，如 {\displaystyle {\rm {\ KrF_{2}\cdot SbF_{5}}}}、{\displaystyle {\rm {\ KrF_{2}\cdot XeF_{6}}}} 等。这些加合物中含有 {\displaystyle {\rm {\ KrF^{+}}}} 和 {\displaystyle {\rm {\ Kr_{2}F_{3}^{+}}}} 阳离子和相应的氟化物接受氟离子后生成的阴离子。
二氟化氪（气态）的生成热为正值（60.24 kJ/mol），即吸热反应。二氟化氪是已知由单质氟合成的各种氟化合物中，极少数通过吸热反应生成的（另一个已知的是二氟化二氧）。这一点有重要的意义，它意味着二氟化氪有异常强的氧化性和氟化性，甚至比单质氟、氟化氙、卤素氟化物和氧的氟化物还要强。
它可以将金氧化为其最高的氧化态+5：
{\displaystyle {\rm {\ 7KrF_{2}+2Au\rightarrow 2KrF^{+}AuF_{6}^{-}+5Kr}}}
产物可以看做是二氟化氪与五氟化金的加合物 {\displaystyle {\rm {\ KrF_{2}\cdot AuF_{5}}}}。它在60℃分解，生成五氟化金、氟和氪：
{\displaystyle {\rm {\ KrF^{+}AuF_{6}^{-}\rightarrow AuF_{5}+Kr+F_{2}}}}
二氟化氪也可将氙直接氧化为六氟化氙：
{\displaystyle {\rm {\ 3KrF_{2}+Xe\rightarrow XeF_{6}+3Kr}}}
{\displaystyle {\rm {\ KrF^{+}}}} 和 {\displaystyle {\rm {\ Kr_{2}F_{3}^{+}}}} 离子都是极强的氧化剂，它们可将五氟化溴（{\displaystyle {\rm {\ BrF_{5}}}}）氧化为 {\displaystyle {\rm {\ BrF_{6}^{+}}}}， 将五氟化氯（{\displaystyle {\rm {\ ClF_{5}}}}）氧化为 {\displaystyle {\rm {\ ClF_{6}^{+}}}}， 也可将 {\displaystyle {\rm {\ Xe}}} 氧化为 {\displaystyle {\rm {\ XeF^{+}}}}。

## 用途
可以用作氧化剂 ，但由于稳定性不强，因此很少用。